# 설소
설소(薛昭, ? ~ 70년)는 후한 초기의 관료이다.

## 행적
영평 13년(70년) 당시 하남윤이었는데, 하옥되어 죽었다.

## 출전
- 범엽, 《후한서》 권2 현종효명제기

| 전임 곽하 | 후한의 하남윤 ? ~ 70년 3월 | 후임 원안 |